# Konstancja Czartoryska
Konstancja Zofia z Czartoryskich Poniatowska (ur. 19 lutego 1695 w Warszawie, zm. 27 października 1759 w Malczycach) – polska arystokratka, starsza córka Kazimierza Czartoryskiego i Izabeli Elżbiety Morsztyn. Matka króla Polski Stanisława Augusta Poniatowskiego.

## Życiorys
16 września 1720 w kościele św. Jana w Warszawie poślubiła Stanisława Poniatowskiego. Z małżeństwa Konstancji i Stanisława pochodziło dziewięcioro dzieci:
- Kazimierz, podkomorzy koronny,
- Franciszek, kanonik i proboszcz katedry krakowskiej,
- Aleksander, adiutant księcia Karola Lotaryńskiego,
- Ludwika Maria, żona Jana Jakuba Zamoyskiego,
- Izabella, żona Jana Klemensa Branickiego, a po jego śmierci Andrzeja Mokronowskiego,
- Stanisław August, król Polski,
- Teodor Feliks, zmarły w dzieciństwie,
- Andrzej, feldmarszałek austriacki,
- Michał Jerzy, ostatni prymas Polski przed rozbiorami.

Konstancja Poniatowska opisywana była jako osoba niezwykle inteligentna i ambitna, lecz zarazem cechowała ją religijność granicząca z dewocją. Najprawdopodobniej to za jej przyczyną jej drugi syn Franciszek został w młodym wieku przeznaczony do stanu duchownego wysłany do seminarium. We wrześniu 1733 Konstancja wraz z dziećmi wyjechała do Gdańska, gdzie mieszkała przez kolejne sześć lat, dbając o wszechstronną edukację swoich dzieci. W 1739 wróciła do Warszawy, gdzie trwała budowa pałacu Poniatowskich przy Krakowskim Przedmieściu projektu Jana Zygmunta Deybla. Początkowo współpracująca wraz z braćmi w ramach stronnictwa Familia, pod koniec życia Konstancja wycofała się z życia politycznego i pokłóciła z rodzeństwem. Została pochowana w kościele w Janowie (obecnie Iwano-Frankowe), gdzie istniał jej nagrobek z epitafią na tablice marmurowej.